# مایدان کرولوسکی
مایدان کرولوسکی (به لاتین: Majdan Królewski) یک روستا در لهستان است که در گمینا مایدان کرولوسکی واقع شده‌است.
 مایدان کرولوسکی  ۲٬۶۷۱ نفر جمعیت دارد.